# Richard Matthew Stallman
Richard Matthew Stallman (RMS), ameriški računalnikar in programer, * 16. marec 1953, Manhattan, New York, New York, ZDA.

## Življenje in delo
Stallman je osrednja osebnost gibanja prostega programja, ustanovitelj GNU-ja in Free Software Foundation. V podporo tega gibanja je leta 1984 uvedel zamisel pojma svobodne avtorske pravice (angleško copyleft) in ga vključil v razširjeno Splošno dovoljenje GNU. Je tudi ugleden programer in je med drugim avtor urejevalnika besedil Emacs (1976), C-jevskega prevajalnika GCC (1987) in standardnega razhroščevalnika GDB, ki so vsi del Projekta GNU.
V 60. letih 20. stoletja je dobil možnost dostopa do računalnikov v srednji šoli. IBM-ovo znanstveno središče New Yorka, sedaj nedelujoča raziskovalna družba v središču Manhattna, ga je najelo, in po zaključku srednje šole je med poletjem začel pisati svoj prvi program v programskem jeziku PL/I, predprocesor za IBM 7094. »Najprej sem ga zapisal v PL/I, potem sem ga napisal ponovno v zbirniku, saj je bil zapis v PL/I prevelik za računalnik«, se spominja.
Po zaposlitvi v IBM-ovem raziskovalnem središču je dobil mesto laboratorijskega pomočnika na oddelku za biologijo Univerze Rockefeller. Hotel se je odločiti za študij matematike ali fizike. Njegov način analitičnega razmišljanja je naredil vtis na predstojnika laboratorija. Nekaj let po Stallmanovem vpisu na kolidž je nekdo nepričakovano poklical njegovo mati. »Bil je profesor z Rockefellerja«, je dejala. »Hotel je vedeti kako kaj gre Richardu. Bil je presenečen, ko je izvedel, da dela z računalniki. Vedno je mislil, da čaka Richarda lepa prihodnost kot biologa.«
Leta 1971 je Stallman kot novinec na Univerzi Harvard postal računalniški zanesenjak Oddelka za umetno inteligenco Tehnološkega inštituta Massachusettsa (MIT).
Od januarja 2010 dalje Stallman za delo uporablja GNU/Linuxovo distribucijo gNewSense in prenosni računalnik znamke Lemote Yeeloong.

## Priznanja
Poimenovanja
Po njem se imenuje asteroid glavnega pasu 9882 Stallman, odkrit leta 1994 s projektom Spacewatch na Kitt Peaku.